# 淀山湖

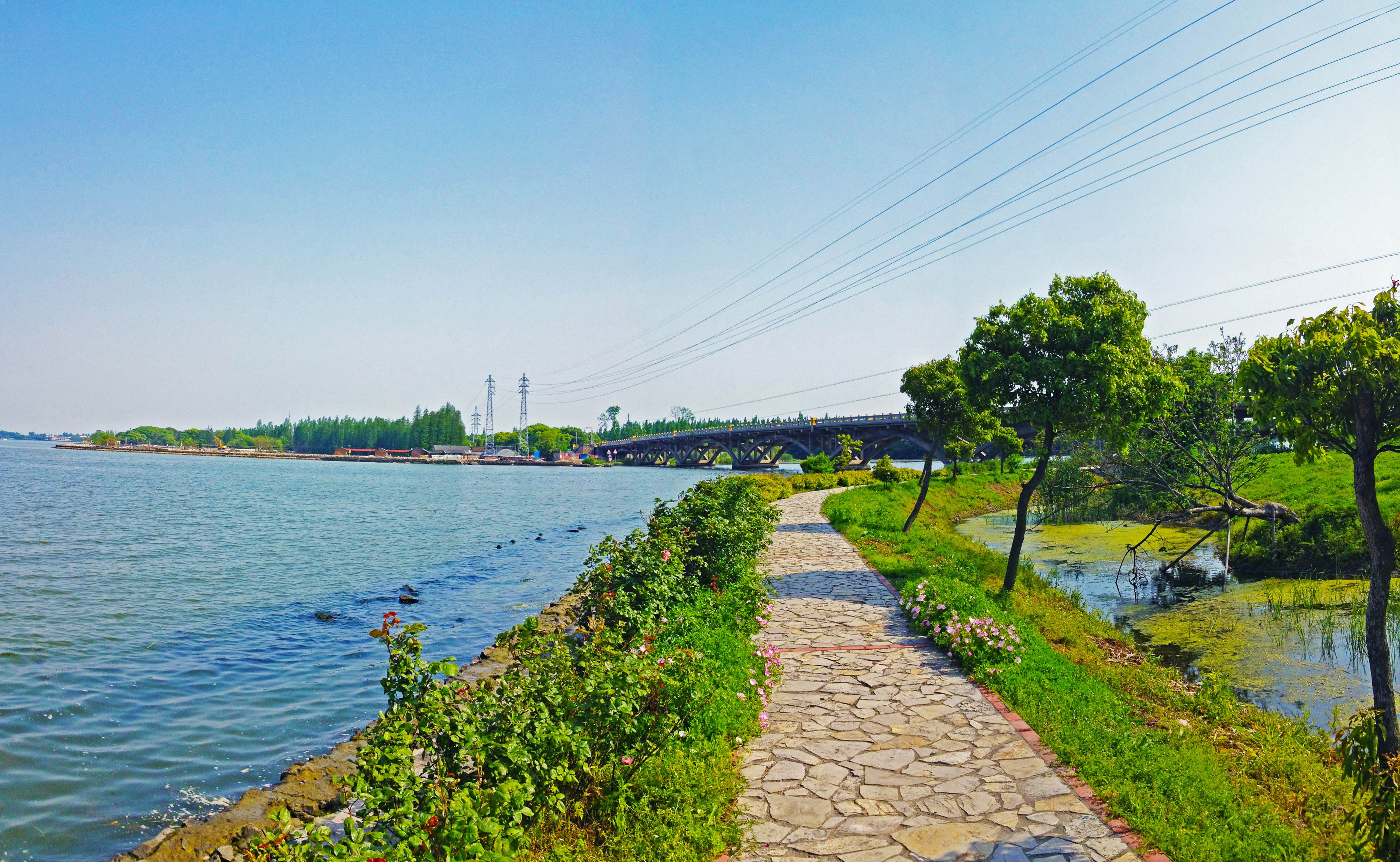
淀山湖岸步道

淀山湖，原名薛澱湖，是上海最大的淡水湖，面积62平方公里，是太湖水系众多湖泊中的一个。淀山湖是国家水利风景区，沪上新八景之一。位于商榻地区，是吴淞江（苏州河）和黄浦江的水源地之一，一部分湖水经漕港向东后向北汇入吴淞江，有些湖水通过拦路港向东南方向汇入黄浦江。湖周围有周庄、朱家角、东方绿舟、上海大观园等景点。周围的村鎮包括朱家角、西岑、金泽、商榻、锦溪和淀山湖镇。
淀山湖西临元荡（大部分属江苏省），南与太浦河相通，东南为黄浦江上游拦路港。陆上南岸为318国道，交通四通八达，从虹桥机场到水上运动场只近半小时车程。淀山湖不仅面积大，相当11.5个西湖。水质清澈，适宜开展水上运动，如赛艇、皮划艇、帆船、帆板、龙舟等，曾为中华人民共和国第五届运动会水上运动分会场。
位于拦路港口左岸的关王庙，建于明崇祯十三年（1640年）。寺院面向湖面，端坐于两棵千年银杏下。20世纪90年代改建成报国寺，其为上海玉佛寺下院。
2022年2月10日，淀山湖堤防达标和岸线生态修复工程（一期）动工。